# Volodymyr Zubytskyj
Volodymyr Danylovytj Zubytskyj, ukrainska: Володи́мир Дани́лович Зуби́цький, född 1953 i Mykolajiv, Ukraina, är en ukrainsk dragspelare, dirigent och kompositör.

## Biografi
Volodymyr Zubytskyj föddes 1953 i Mykolajiv, Ukraina. Han började spela bajan när han var 6 år gammal vid Kryvyj Rih musikskola för barn. Mellan 1969 och 1971 studerade han för Vladimir Motov vid Gnessins musikhögskola. 1971–1979 studerade han dragspel, dirigering och komposition vid Kievs konservatorium, där han bland andra undervisades av professor Vladimir Besfamilnov, Myroslav Skoryk och Vadim Gnedash. Zubytskyj vann 1975 den Internationella dragspelstävlingen "Coupe Mondiale" i Helsingfors, Finland. Han tilldelades 1985 Premium of UNESKO. Zubytskyj är sedan en tid[när?] bosatt i Italien och spelar där i ensemblerna Duo Zubitsky och Quartetto Zubitsky. 
Zubytskyj är ordförande för Ukrainska dragspelsföreningen.

## Diskografi
- 1992 - Accordion Vol. I.[2]
- 1992 - Accordion Vol. II.[2]
- 1992 - Accordion Vol. III.[2]
- 1992 - Accordion Vol. IV - Russian and Ukrainian folk music.[2]
- Vol. V - From Fancelli to Galliano.[2]

## Musikverk

### Operor
- 1981 - Till the third cock (efter  V. Shukshin). Libretto: V. Dovzhyk.
- 1981 - Ward Nr.6 (efter A. Chekhov). Libretto: V. Dovzhyk.
- 1979–1983 - The chumaks' way" (efter en ukrainsk folksaga). Libretto: V. Dovzhyk.

### Stråkkvartett
- 1978 - Stråkkvartett nummer 1
- 1990 - Stråkkvartett nummer 2

### Orgel
- 1978 - Musica lugubre
- 1992 - Lacrimosa
- 1993 - Dies irae

### Gitarr
- 1988 - Kammarsvit